# رمضان باي المرادي
رمضان باي المرادي تاسع البايات المراديين بتونس، تولى الحكم عام 1696 حتى مقتله في مارس 1699.

## السيرة
كان رمضان باي المرادي آخر أبناء مراد باي الثاني، وقد خلف أخاه محمد باي المرادي في الحكم بعد وفاته بسبب صغر سن أبناء الأخير في 14 أكتوبر 1696.
قبل وصوله للحكم نأى رمضان باي بنفسه عن الصراع على الخلافة، الذي سُمي في تلك الفترة بـ«ثورات تونس»، وكان بين أخويه محمد باي وعلي باي.
لقد فضّل رمضان باي ملذات الحياة على الحكم، تاركاً مملوكه مزهود، عازف الموسيقى الفار من نابولي، لإدارة شؤون الدولة. وكان نادراً ما يغادر مقر الحكم دار الباي.
قتله ابن أخيه مراد الثالث الذي كان أسره في مدينة سوسة وفقأ عينيه لكنه هرب من الأسر وانتقم من عمه أشد انتقام وسعى إلى تعذيب وقتل كل من تحالف مع عمه رمضان باي. وقد أطلق لقب «مراد بوبالة» على مراد الثالث (بالة في اللغة التركية تعني السيف الكبير) وذلك لكثرة سفكه للدماء وقد روى أنه قطع رأس عمه رمضان باي وقدمه إلى السجناء للعب الكرة.
كنيسة القديس جورج الأنجليكانية بتونس بنيت بأمر منه، عام 1696 لدفن رفات والدته ماريا الإيطالية الأصل والبروتستانتية المذهب.